# Gorilla-Affäre
Bei der Gorilla-Affäre (slowakisch Kauza Gorila) handelt es sich um einen Korruptionsskandal in der Slowakei, der mit der Veröffentlichung vermeintlicher Abschriften von Abhörprotokollen des slowakischen Geheimdienstes Slovenská informačná služba (SIS) im Internet kurz vor Weihnachten 2011 ausgelöst wurde und im Zuge der Vorwahlperiode zu den Nationalratswahl in der Slowakei 2012 am 10. März 2012 die slowakische politische Szene erschütterte. Gegenstand der Empörung ist die Verbindung slowakischer Politiker mit der Privatkapital-Gruppe Penta Investments sowie mutmaßliche Bestechungen von Regierungsangehörigen in Millionenhöhe anlässlich der Privatisierungen und großen öffentlichen Vergaben unter der zweiten Regierung Mikuláš Dzurindas in den Jahren 2005/06.

## Hintergrund
Auslöser der Affäre war am 21. Dezember 2011 die Veröffentlichung einer vermeintlichen Zusammenfassung „Gorila“ (deutsch Gorilla) genannter Abhörprotokolle des Geheimdienstes SIS im Internet. Dokumentiert werden Gespräche aus den Jahren 2005 und 2006 zwischen dem Penta-Vorsitzenden Jaroslav Haščák, dem früheren Wirtschaftsminister Jirko Malchárek und der ehemaligen Direktorin des die Staatsanteile an Großunternehmen im Energie- oder Telekommunikationssektor verwaltenden Nationalvermögensfonds (slowakisch: Fond národného majetku, FNM) Anna Bubeníková in einer konspirativen Wohnung der Innenstadt Bratislavas, die auf ein Politik und Staat umfassendes Korruptionsgeflecht schließen lassen. Dort wurden Details über die geplanten Privatisierungen der Staatsbetriebe unter der Regierung Mikuláš Dzurindas (SDKÚ-DS) diskutiert, insbesondere der slowakischen Energiewerke und des Flughafens Bratislava, welche letztere im Jahre 2007 durch den damaligen Ministerpräsidenten Robert Fico gestoppt worden ist. Für den Zuschlag soll sich Penta zu großzügigen Provisionen unter anderem an seine beiden Gesprächspartner bereit erklärt haben. Auch auf die Auswahl der Mitglieder der Privatisierungskommission nahm sie den Darstellungen nach Einfluss. Dem Dokument zufolge sind Politiker des gesamten politischen Spektrums – aus SDKÚ-DS, KDH, SMK-MKP und auch Smer-SD – sowie weitere Inhaber öffentlicher Ämter in diesen Skandal verwickelt. Erwähnung finden unter anderem auch Jozef Jurica, Mitglied der Exekutivkommission des FNM, Finanzminister Ivan Mikloš, Kulturminister Rudolf Chmel und der Smer-Vorsitzende und spätere Premierminister Robert Fico.
Die akustische Überwachung der Wohnung Zoltán Vargas, eines Freundes Haščáks, beantragte der Slowakische Geheimdienst beim Landesbezirksgericht Bratislava am 21. November 2005, nachdem durch den Leiter dessen analytischer Abteilung, Peter Mravec, häufige Besuche seiner Nachbarwohnung durch Vertreter der Regierung und der Investorengruppe Penta beobachtet worden waren. Die daraus hervorgegangenen Tonaufnahmen sollen vernichtet worden sein.

## Ermittlungen
Seit 2006 ist es wiederholt zu Ermittlungen durch die Polizei auf Grundlage der durch die Überwachung erworbenen Informationen gekommen, jedoch sind alle auf Grund mangelnder Zusammenarbeit des Slowakischen Nachrichtendienstes gestoppt worden. Auch der damalige Premierminister sowie der Innenminister sollen informiert gewesen sein.
Erste Ermittlungen im Jahre 2006 richteten sich zunächst gegen die Käuflichkeit von Volksvertretern, deren Namen im Material Erwähnung fanden. Auf Grund fehlender Hilfsbereitschaft durch den damaligen, nun schon verstorbenen Nachrichtendienstchef Ladislav Pittner wurden sie im Juli 2007 eingestellt.
Im Laufe des Jahres 2009 wurden die Tonaufnahmen, die allein die Kraft hätten, die Informationen in der „Gorilla-Akte“ zu bestätigen oder zu widerlegen, vernichtet, wie Premierministerin Iveta Radičová angibt. Verantwortlich dafür ist das Antikorruptionsbüro unter der damaligen Leitung Tibor Gašpars. Als Grund für ihre Beseitigung am 14. Mai 2008 führt er fehlende Glaubwürdigkeit und Lückenhaftigkeit an, die sie für weitere Untersuchungen unbrauchbar gemacht hätten. Die Rechtmäßigkeit dieses Vorgehens wird durch Innenminister Daniel Lipšic unter dem Hinweis, die Akten hätten dem Geheimdienst zurückgegeben werden müssen, in Frage gestellt.
Anscheinend zeigte sich das als „Gorilla-Akte“ bekannt gewordene Material das erste Mal im Jahre 2009. Damals hat der kanadische Journalist Tom Nicholson dieses Material, das unter dem damaligen Nachrichtendienstchef Jozef Magala nach außen gedrungen sein soll, der Polizei, dem Amt für Korruptionsbekämpfung in Nitra sowie den Medien vorgelegt. Auch dieses Mal wurden die Untersuchungen eingestellt, ohne dass es zu einer Strafverfolgung kam. Auch diesmal ist es auf die fehlende Zusammenarbeit des Geheimdienstes, diesmal unter Jozef Magala, zurückzuführen, die mit der fehlenden Verifizierbarkeit des Materials begründet wurde. Zu der notwendigen Entbindung der Mitarbeiter von der Schweigepflicht kam es nicht. Auch die Medien entschieden sich gegen eine Veröffentlichung. Dies nicht nur, weil sie Strafanzeigen befürchteten, sondern auch wegen mangelnder Vertrauenswürdigkeit der Inhalte.
Ein vorläufig letztes Mal beschäftigte das Thema die Behörden im Jahre 2010. Diesmal wurden die Untersuchungen anscheinend auf Drängen des Vize-Generalstaatsanwaltes Dobroslav Trnka im August 2011 eingestellt, wieder auf Grund ihrer Bezweifelbarkeit und mangelndem Beweises ihrer Authentizität.
Die Veröffentlichung der Abschriften im Internet und die Einreichung einer Strafanzeige durch die Partei SaS am 23. Dezember brachten neben einer Wiederaufnahme der Untersuchungen durch die Polizei auch die Aufmerksamkeit der Öffentlichkeit mit sich.
Die Authentizität der Dokumente im Sinne ihrer Echtheit, Vollständigkeit und Fehlerfreiheit wie auch die Legitimität der Abhörprozesse, die sie hervorgebracht haben sollen, ihrer Veröffentlichung und ihrer Verwendung in einem Strafprozess wird jedoch weiterhin problematisiert.
Im Januar rief Innenminister Lipšic einen zehnköpfigen Untersuchungsausschuss unter der Aufsicht der für organisierte Verbrechen zuständigen Sonderstaatsanwaltschaft ins Leben, der am 9. Januar 2012 seine Ermittlungen wegen Korruption aufgenommen hat. Der Wirtschaftszeitung Hospodárske noviny gegenüber bestätigte das Landesbezirksgericht (slowakisch: Krajský súd) in Bratislava am 12. Januar den Antrag des slowakischen Geheimdienstes vom 21. November 2005, Abhörgeräte einzusetzen.
Am 18. Januar 2012 kam es zur Herausgabe eines die Verbindung von Penta und den slowakischen Energie- und Elektrizitätswerken betreffenden Dokumentes aus dem Archiv der Premierministerin Iveta Radičová an die Untersuchungskommission, das die Durchführung dieser Aktion durch den Geheimdienst bestätigte. Ihm wurde darüber hinaus eine Schlüsselrolle für weitere Ermittlungen zugesprochen.
Nachdem der damalige Geheimdienstchef Karol Mitrík am 25. Januar 2012 durch Präsident Ivan Gašparovič von seiner Schweigepflicht entbunden worden war, bestätigte auch er die Überwachung der Wohnung. Einen Hinweis auf die Authentizität der Dokumente liefert die Übereinstimmung der Aktenzeichen und Antragsnummern im Dokument mit denen des Antrags beim Landesbezirksgericht in Bratislava um Erlaubnis zur Überwachung. Auch das Treffen hat von vielen betroffenen Personen schon seine Bestätigung gefunden Zuletzt kam es zur Übergabe eines Dokumentes aus dem Archiv des Regierungsamtes, dem eine Schlüsselrolle in der Bekräftigung der Authentizität der Gorilla-Akte zugeschrieben wird, durch Premierministerin Iveta Radičová.
2018 wurden in einem Safe des Unternehmers Marián Kočner bei einer Hausdurchsuchung USB-Sticks mit Kopien der Gorilla-Tonaufnahmen gefunden. Kočner gilt als langjähriger Freund von Dobroslav Trnka, der als Co-Staatsanwalt 2011 für die Einstellung des Verfahrens gesorgt hatte. Die Aufnahmen wurden Mitte Oktober 2019 anonym der Presse zugespielt und sorgten für Empörung in der Bevölkerung. Die Präsidentin der Slowakei Zuzana Čaputová erklärte die „Gorilla“-Affäre zum „Symbol der politischen Korruptheit einer ganzen Generation“.
Trnka wurde am 16. Januar 2020 festgenommen. Es wird ihm vorgeworfen, Kočner jahrelang vor Strafverfolgung geschützt zu haben.

## Politische Folgen

### Abberufung von Bubeníková
Eine der Hauptfiguren im Abhörprotokoll, die Direktorin des Nationalvermögensfonds FNM Anna Bubeníková, wurde am 11. Januar 2012 – wie vom Wirtschaftsminister Juraj Miškov empfohlen – mit Wirkung ab 18. Januar von der kommissarischen Regierung abberufen. Die Suche nach einem Nachfolger wurde von Präsident Gašparovič vorerst eingestellt. Der Aussage des Sprechers Marek Trubač zufolge brauche der Nationalvermögensfonds zwei Monate vor den Wahlen keinen neuen Direktor, und das Exekutivkomitee könne auch ohne Direktor seine Funktionen ausüben. Ohne funktionierende Führung sei aber laut der Wirtschaftszeitung Hospodárske noviny die Auszahlung von Dividenden in einem Teil der staatlichen Betriebe gefährdet.

### Demonstrationen der Bevölkerung
Der erste Protest gegen das Korruptionsverhalten der Politiker fand am 27. Januar 2012 in Bratislava statt. Nach Angaben der Organisatoren lag die Beteiligung irgendwo zwischen 1.000 und 10.000 Menschen, im sozialen Netzwerk Facebook bestätigten mehr als 4.000 Benutzer ihre Teilnahme am Protest. Die Protestierenden warfen Eier und Bananen (in Anlehnung an den Namen der Affäre) auf das Gebäude des Nationalrats sowie ins Areal des Präsidentenpalais, während sie Parolen wie „Gorillas hinter Gittern“ oder „Hochverrat“ riefen.
Die bisher größten Demonstrationen fanden am 3. Februar 2012 in verschiedenen slowakischen Städten statt. In Bratislava gingen je nach Schätzung zwischen 10.000 und 15.000 Menschen auf die Straßen. Der friedliche Protest begann auf dem Námestie SNP und sollte ordnungsmäßig vor dem Gebäude des slowakischen Regierungsamts enden. Zu den Forderungen der Protestierenden gehörten der Rücktritt etlicher Regierungsmitglieder wie Mikuláš Dzurinda (Außenminister) und Ivan Mikloš (Finanzminister) sowie weiterer Politiker, die vollständige Untersuchung des Skandals sowie die Verschiebung der vorzeitigen Parlamentswahlen von März nach September. Einige Angehörige von rechtsextremen Gruppen hatten jedoch gewalttätige Auseinandersetzungen mit der Polizei im Areal des Regierungsamts und insbesondere vor dem Gebäude des Nationalrats, wo die Polizisten einen Wasserwerfer zum Einsatz brachten, um den unangemeldeten Protest zu beenden. In Košice demonstrierten 3.000 Menschen, kleinere Demonstrationen fanden auch in Nitra, Poprad, Prešov, Trenčín, Zvolen und Žilina statt.
Zu den Forderungen gehören die Abberufung des damaligen Premier- und heutigen Außenministers Mikuláš Dzurinda, des Finanzministers Ivan Mikloš und des Vizepremiers Rudolf Chmel durch Iveta Radičová, als Auswirkung der Affäre der freiwilligen Abtritte des Wirtschaftsministers Juraj Miškov (SaS), des Gesundheitsministers Ivan Uhliarik (KDH), sowie des Parlamentsvorsitzenden Pavol Hrušovský und der Parlamentsmitglieder Béla Bugár und Robert Fico. Außerdem wird auf eine Verschiebung der für den 10. März geplanten Wahl in den September, die Aufhebung der Immunität für Abgeordnete und die Entbindung sämtlicher in die Fälle verwickelten Personen, inklusive des damaligen Geheimdienstchefs Jozef Magala, von der Schweigepflicht gedrängt.
Weitere Demonstrationen wurden am 10. Februar 2012 veranstaltet, allerdings in kleinerem Maß als in der vorherigen Woche, mit 2.000 Menschen in Bratislava und kleineren Protesten in Ružomberok, Poprad und Košice. Zwei Tage vorher fand in Banská Bystrica eine Demonstration statt, wo neben den vorher geschriebenen Forderungen auch die Änderung des slowakischen Wahlsystems (siehe Politisches System der Slowakei), namentlich die Möglichkeit, lokale Politiker zu wählen, Verstärkung der Mittel der Direktdemokratie, so etwa des Referendums, auf lokaler, regionaler und nationaler Ebene geäußert wurden. Zwei Wochen später, am 24. Februar 2012, fand die Demonstration Gorilla IV statt, obwohl in kleinerem Umfang als vorher, aber mit nennenswerten Ausschreitungen bei den Parteizentralen von SDKÚ und Smer. Zu gleicher Zeit spaltete sich ein Teil der Protestbewegung ab, nicht nur wegen abweichenden Meinungen zum Streit um die Aufhebung der vorzeitigen Parlamentswahlen, sondern auch über die Form des Protestes. Die neue Gruppe gründete eine Bürgerinitiative namens Občania 2012, die Vorschläge zur Lösung der politischen Krise vorlegte. Am 29. Februar 2012 kam es zu Ausschreitungen vor und im Gebäude des Nationalrats, als einige Protestierenden an den Balkon über dem Sitzungssaal gelangten und Abgeordnete sowie den Parlamentspräsidenten wegen angeblicher „Verletzung verfassungsmäßiger Rechte der Protestierenden“ beschimpften.